# Les Fusiliers de Sherbrooke
Pour les articles homonymes, voir Sherbrooke (homonymie).
Les Fusiliers de Sherbrooke sont un régiment de la Première réserve de l'Armée canadienne des Forces armées canadiennes. Il fait partie du 35e Groupe-brigade du Canada au sein de la 2e Division du Canada. Son quartier général est situé à Sherbrooke au Québec. Ses membres volontaires ont servi et servent dans différentes missions de maintien de la paix de l'ONU et de l'OTAN ainsi qu'à des opérations domestiques pour venir aider les autorités civiles en cas de besoin.

## Histoire

### Origines et création
À la fin du XIXe siècle, les compagnies de milice étaient encore présentes dans les villes et villages de nombreux cantons. Le premier régiment originaire de Sherbrooke fut formé en 1867. Cependant, c’est en 1910 qu’un régiment canadien-français est organisé. Ce régiment fut fondé par le docteur J. Ferdinand Rioux, mais il fut commandé par le docteur Pantaléon Pelletier lors de l'autorisation officielle qui eut lieu le 1er avril 1910. Celui-ci fut alors nommé 54th Regiment "Carabiniers de Sherbrooke", littéralement le « 54e Régiment "Carabiniers de Sherbrooke ».

### Première Guerre mondiale

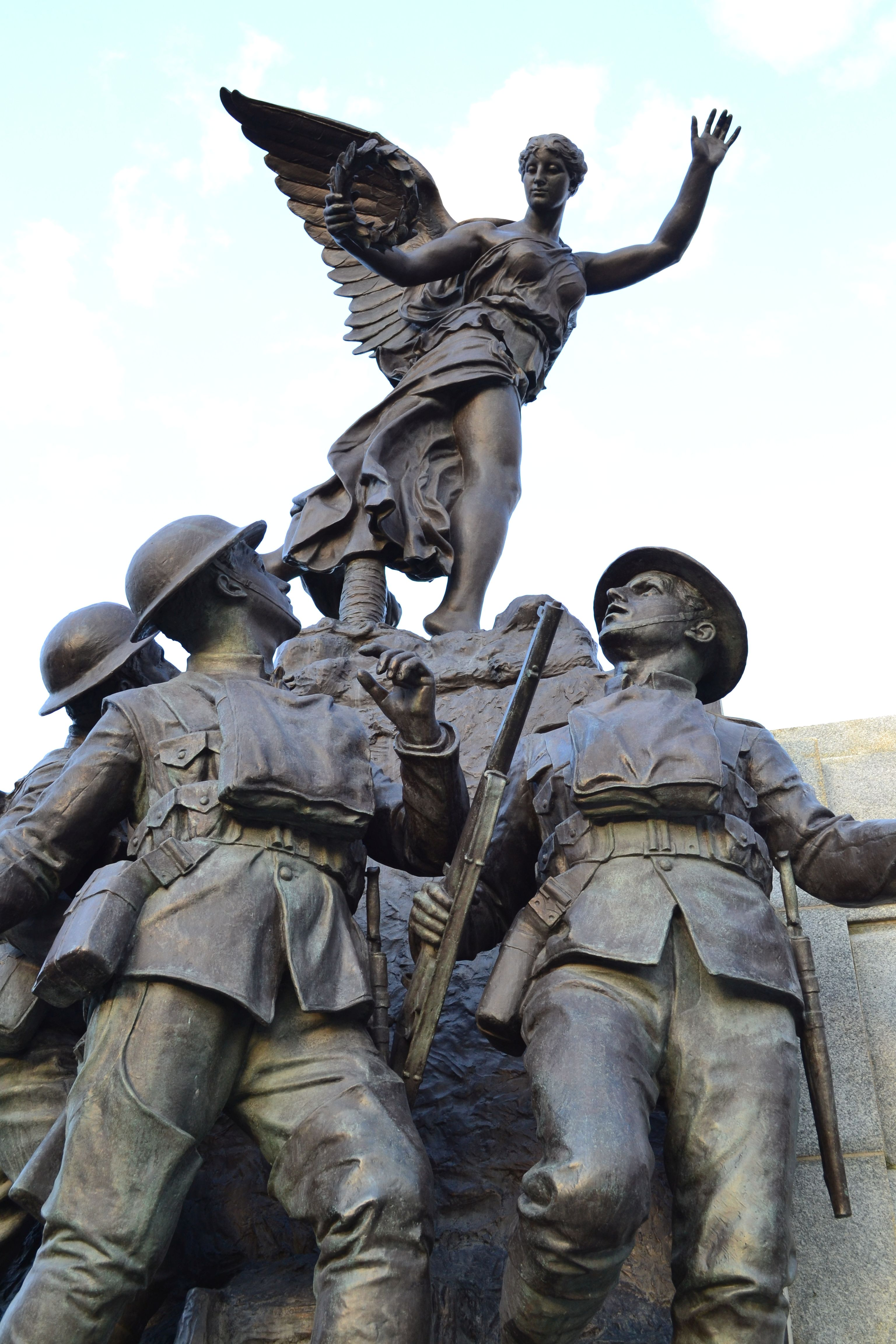
Le Monument aux braves du sculpteur George William Hill est un cénotaphe érigé en 1926 pour honorer les combattants sherbrookois qui ont participé à la Première Guerre mondiale

En 1914, le 54e Régiment offrit ses services dans la défense de l’Angleterre à la suite de la déclaration de guerre à l’Allemagne le 4 août. En effet, le 54e Régiment entraîna et fournit environ 900 hommes pour le service actif au sein d'autres unités du Corps expéditionnaire canadien. Des détachements du régiment furent également mobilisés le 6 août afin de fournir des services de protection locale.

#### 163rd "Overseas" Battalion, CEF
Les Fusiliers de Sherbrooke perpétuent l'histoire du 163rd "Overseas" Battalion, CEF, littéralement le « 163e « Outremers » Bataillon, CEF » où « CEF » est l'abréviation pour Canadian Expeditionary Force, le nom anglais du Corps expéditionnaire canadien, qui fut créé le 22 décembre 1915. Le 26 mai 1916, celui-ci fut envoyé aux Bermudes afin d'effectuer des tâches de garnison. Le 27 novembre 1916, il partit du Canada pour se rendre en Grande-Bretagne où il fut incorporé au 10th Reserve Battalion, CEF, le 8 janvier 1917, afin de fournir des renforts aux troupes canadiennes en campagne. Ce bataillon fut dissous le 15 septembre 1917.
En raison de sa contribution à l'effort de guerre lors de la Première Guerre mondiale, Les Fusiliers de Sherbrooke ont hérité de l'honneur de bataille d'Amiens.

### Entre-deux-guerres
Le 29 mars 1920, le régiment adopta le nom Les Carabiniers de Sherbrooke. Il adopta son nom actuel le 15 janvier 1933.

### Seconde Guerre mondiale
À la suite de la déclaration de guerre du Canada à l'Allemagne le 10 septembre 1939, Les Fusiliers de Sherbrooke conjointement avec The Sherbrooke Regiment (Machine Gun), de nos jours The Sherbrooke Hussars, mobilisèrent un régiment pour le service actif le 24 mai 1940. Celui-ci fut nommé The Sherbrooke Fusiliers Regiment, CASF, littéralement « Le Régiment de fusiliers de Sherbrooke, CASF » où « CASF » est l'abrévation pour la Canadian Active Service Force, c'est-à-dire la Force canadienne de service actif. Il s'agit du premier régiment bilingue du Canada.[réf. nécessaire] Le 7 novembre 1940, il fut renommé en 1st Battalion, The Sherbrooke Fusilier Regiment, CASF, littéralement le « 1er Bataillon, Le Régiment des Fusiliers de Sherbrooke, CASF » et, de nouveau le 15 novembre suivant, en 1st Battalion, The Sherbrooke Fusilier Regiment, CASF, c'est-à-dire que la mention de « fusiliers » dans le nom de l'unité a été mise au singulier. À partir du 13 août 1941, ce bataillon servit à Terre-Neuve où il effectuait des tâches de garnison ; tâches qu'il effectua jusqu'au 15 février 1942.
Le 26 janvier 1942, le bataillon est converti en régiment blindé et devient le 27th Armoured Regiment (The Sherbrooke Fusiliers Regiment), CAC, CASF, littéralement le « 27e Régiment blindé (Le Régiment des Fusiliers de Sherbrooke), CAC, CASF » où « CAC » est l'abréviation pour Canadian Armoured Corps, le nom anglais du Corps blindé canadien. Le 2 août suivant, il est renommé en 27th Armoured Regiment (The Sherbrooke Fusiliers Regiment), RCAC, CASF lorsque le qualiticatif royal fut octroyé au Corps blindé royal canadien, « RCAC » étant l'abréviation pour Royal Canadian Armoured Corps, le nom anglais du corps. Le 27 octobre de la même année, il fut envoyé en Grande-Bretagne. Il participa au débarquement en Normandie le Jour J, c'est-à-dire le 6 juin 1944, en tant que composante de la 2e Brigade blindée canadienne. Il servit dans le Nord-Ouest de l'Europe jusqu'à la fin du conflit. Il fut dissous le 15 février 1946.
Le 18 mars 1942, Les Fusiliers de Sherbrooke mobilisèrent un autre bataillon pour le service actif qui fut nommé 1st Battalion, Les Fusiliers de Sherbrooke, CASF. Celui-ci servit au Canada pour la défense territoriale au sein de la 15e Brigade d'infanterie de la 7e Division canadienne et de la 14e Brigade d'infanterie de la 6e Division canadienne. Le 10 janvier 1945, il fut envoyé en Grande-Bretagne. Il fut dissous le 18 janvier 1945.

### Histoire récente (depuis 1945)
Depuis la fin de la Seconde Guerre mondiale, les membres des Fusiliers de Sherbrooke ont participé à des missions de paix sous l'égide de l'ONU.

### Lignée
| Nom                                                  | Date            |
| ---------------------------------------------------- | --------------- |
| 54th Regiment "Carabiniers de Sherbrooke"            | 1er avril 1910  |
| Les Carabiniers de Sherbrooke                        | 29 mars 1920    |
| Les Fusiliers de Sherbrooke                          | 15 janvier 1933 |
| Les Fusiliers de Sherbrooke (Reserve)                | 7 novembre 1940 |
| 2nd (Reserve) Battalion, Les Fusiliers de Sherbrooke | 18 mars 1942    |
| Les Fusiliers de Sherbrooke                          | 1er juin 1945   |

### Liste des colonels honoraires
- 1938-1974 Col John Samuel Bourque, VD, CD
- 1974-1982 Col Gaétan Côté, MBE, ED
- 1983-1996 Mgén John J. Dunn, CMM, CD
- 1996-2001 Col Pierre H. Massé, CD, ADC
- 2001-2008, le Bgén Jean-Luc Bombardier, CD
- 2008-2019, le Col Wilfrid Morin, CD
- 2019-2023, le Col Simon Hallé, CD

### Liste des lieutenants-colonels honoraires
- 1910-1917 Lt-Col Louis Hubert Olivier
- 1934-1942 Lt-Col (Col) Émile Rioux, VD
- 1942-1969 Lt-Col Charles Codère, Esq., ED, CD
- 1969-1980 Lcol Claude Genest, CD
- 1980-1983 Lcol Ernest L. Pelletier, EM, CD
- 1983-1986 Lcol Roland Savoie, CD
- 1986-1989 Lcol Henri Forgues-Lapointe, CD
- 1989-1996 Lcol Dennis Wood, OC
- 1996-2004 Lcol Louis Lagassé, CM
- 2004-2012, le Lcol (Col) Wilfrid Morin, CD
- 2012-2016, le Lcol Jean Denoncourt, CD
- 2018-2023, la Lcol Marie-Claude Lapointe
- 2025-actuel, la Lcol Chantal L'Espérance

### Liste des commandants
- 1908 M. Ferdinand Rioux, fondateur du régiment
- 1910-1912 Lt-Col Pantaléon Pelletier
- 1912-1917 Lt-Col (Col) Émile Rioux, VD
- 1917 Lt-Col Arthur Genest
- 1917-1922 Lt-Col (Col) Émile Rioux, VD
- 1923 Lt-Col Pierre Edmond Bélanger
- 1924-1928 Lt-Col (Col) Valmore Olivier, VD
- 1928-1931 Lt-Col (Col) John Bourque, VD, CD
- 1932-1937 Lt-Col (Col) Léopold Chevalier, ED
- 1937-1942 Lt-Col Émile Lévesque, ED
- 1942-1946 Lt-Col Alphonse Genest, ED
- 1946-1947 Lt-Col Aimé Biron, ED
- 1947-1950 Lt-Col Sarto Roy
- 1950-1952 Lt-Col Gaétan Côté, MBE, ED
- 1952-1954 Lt-Col Roland Codère, ED
- 1954-1957 Maj Ernest Pelletier, EM, CD
- 1957-1960 Lt-Col Richard Crépaud, CD, ADC
- 1960-1963 Lt-Col (Mgen) John Dunn, CMM, CD, ADC
- 1963-1967 Lt-Col Bernard Codère, CD, ADC
- 1967-1970 Lcol Jacques Dubé, CD
- 1970-1972 Lcol Jean Denoncourt, CD
- 1972-1975 Lcol Pierre Massé, CD, ADC
- 1975-1978 Lcol François-Xavier Chagnon, CD
- 1978-1981 Lcol Marcel Lapointe, CD
- 1981-1984 Lcol (Bgen) Jean-Luc Bombardier, CD
- 1984-1987 Lcol Jean Gauthier, CD, ADC
- 1987-1990 Lcol (Bgen) Louis Denis Pelletier, CD
- 1990-1993 Lcol Pierre Véronneau, CD
- 1993-1995 Lcol Alain Denis, CD
- 1995-1998 Lcol Bernard Pelletier, CD
- 1998-2000 Lcol Gaétan Lefebvre, CD
- 2000-2002 Lcol Jean Gauthier, CD
- 2002-2005 Lcol Paul Langlais, CD, ADC
- 2005-2010 Lcol Éric Beaudoin, CD
- 2010-2014 Lcol Simon Hallé, CD, ADC
- 2014-2017 Lcol Philippe Côté, CD
- 2017-2020 Lcol Alexandre Grégoire, CD
- 2020-2024 Lcol André Morin, CD
- 2024-actuel Lcol Jean Janelle, CD

### Liste des sergents-majors régimentaires
- 1911-1913 WO John William Jacob Hope
- 1913-1914 WO Cyrille Boutin
- 1914-1919 WO I J. Goderick Gosselin
- 1920-1926
- 1926-1929 WO I Philibert Boissé
- 1929-1931 WO I Maurice Gingues
- 1931-1934 WO II Ulbald Pigeon
- 1934-1937 WO I Amable Bilodeau
- 1937 WO I Raymond Simard
- 1937-1940 WO I Ernest L. Pelletier
- 1940-1942 WO I Gérard Genest
- 1942-1946 WO I Ulbald Pigeon
- 1946-1947 WO I Maurice Lessard
- 1947-1948 WO I René Roy
- 1948-1950 WO I Henri De Léséleuc
- 1950-1953 WO I Paul Leclerc
- 1953-1965 WO I Paul-Henri Lessard
- 1965-1968 WO I Guy Bureau
- 1968-1972 Adjuc Guy Breton
- 1973-1978 Adjuc Louis Fortier
- 1978-1980 Adjuc Luc Côté
- 1980-1982 Adjuc André Rancourt
- 1982-1986 Adjum Guy Bergeron
- 1986-1993 Adjuc (Capt) François Guérin, CD
- 1993-1997 Adjuc Jean Guilbault, CD
- 1997-2000 Adjuc (Capt) Régis Savard, CD
- 2000-2003 Adjuc (Col) Simon Hallé, CD, ADC
- 2003-2007 Adjuc (Capt) Pierre Lefebvre, MMM, CD
- 2007-2010 Adjuc Michel Noël, CD
- 2010 Adjum (Adjuc) Jean-Louis Proteau, MMM, CD
- 2010-2016 Adjuc (Capt) Pierre Lefebvre, MMM, CD
- 2016-2020 Adjuc Robert Bolduc, CD
- 2020-2024 Adjuc Gabriel Chrétien, CD
- 2024-actuel Adjuc Martin Dubé, CD

## Honneurs de bataille
Les honneurs de bataille sont le droit donné par la Couronne au régiment d'apposer sur ses couleurs les noms des batailles ou des opérations dans lesquelles il s'est illustré. Certains sont emblasonnés sur les couleurs du régiment.
| Première Guerre mondiale  | Première Guerre mondiale          |
| ------------------------- | --------------------------------- |
| Amiens                    |                                   |
| Seconde Guerre mondiale   |                                   |
| Débarquement en Normandie | Authie                            |
| Caen                      | L'Orne (en)                       |
| Crête de Bourguébus       | Faubourg de Vaucelles             |
| Saint-André-sur-Orne      | Falaise                           |
| Route de Falaise          | Clair Tizon                       |
| La Laison                 | Canal d'Anvers-Turnhout           |
| L'Escaut                  | La Basse-Meuse                    |
| La Rhénanie               | La Hochwald                       |
| Xanten                    | Le Rhin                           |
| Emmerich-Hoch Elten       | Zutphen                           |
| Deventer                  | Nord-Ouest de l'Europe, 1944-1945 |
| Asie Sud-Ouest            |                                   |
| Afghanistan               |                                   |

## Entraînement
Sauf lorsqu'en service à temps plein, les membres des Fusiliers de Sherbrooke travaillent à temps partiel puisqu'ils sont avant tout, des citoyens-soldats. De manière générale, ils sont de service une soirée par semaine, le mardi et jusqu'à deux fins de semaine par mois, lors d’exercices en campagne ou de séances d’entraînement au manège militaire de la rue Belvedère, quartier général du régiment sherbrookois. La période annuelle d'entrainement la plus active va de juin à août alors que la plupart des Fusiliers sont engagés dans différentes manœuvres militaires ou encore, des cours de formation professionnelle.

## La Musique des Fusiliers de Sherbrooke
De 1946 à 1960, la musique régimentaire est dirigée par le capitaine Sylvio Lacharité. Cette musique, qui avait cessé ses activités dans les années 1970, a été ravivée au début des années 1990 sous l'impulsion du lieutenant-colonel Pierre Véronneau, alors commandant du régiment. Avec un effectif au départ très restreint, le lieutenant Serge Bélanger, premier directeur musical de cette musique, a jeté les bases de ce qu’elle est aujourd’hui.
À l'automne 1996, le Capitaine Sylvain Côté, CD, pris la direction de cette musique qui compte, de nos jours, plus d’une trentaine de musiciens de la région. Après 23 ans, le Capitaine Côté cède en octobre 2019 la direction de l'ensemble au Lieutenant Martin Ringuette.

## Traditions et symboles

### Insigne et devise
L'insigne des Fusiliers de Sherbrooke est une grenade d'or chargée de la couronne royale au naturel sur fond de gueules et entourée d'un anneau de gueules liséré d'or dans lequel est inscrit « Les Fusiliers de Sherbrooke » en lettres majuscules d'or. L'anneau est surmonté d'un castor au naturel. Le tout est broché sur une feuille d'érable d'or soutenue d'un listel également d'or portant l'inscription « Droit au but » en lettres majuscules de sable. « Droit au but » est la devise ré est remplacé a marche a été composée par le capitaine Sylvio Lacharité, officier du régiment et compositeur connu du Québec qui a été nommé membre de l'Ordre du Canada en 1982.

## Régiment affilié
- The Rifles (British Army)[1]

## Musée
Le manège militaire des Fusiliers de Sherbrooke comprend un musée militaire.